# Gerwyn Price
Gerwyn Price (7. března 1985 Cardiff) je velšský profesionální hráč šipek a bývalý profesionální ragbista. Pod přezdívkou „The Iceman“ působí na turnajích Professional Darts Corporation (PDC), kde je bývalým mistrem světa poté, co vyhrál mistrovství světa 2021. Zároveň se stal prvním mistrem světa z Walesu. Díky tomuto titulu se stal také jedničkou ve světovém žebříčku a jako první hráč dokázal po 7 letech předstihnout Michaela van Gerwena.
Mezi 32 nejlepších hráčů v žebříčku PDC Order of Merit se probojoval v roce 2016 a brzy na to získal svůj první velký titul. V roce 2017 byl finalistou UK Open a třikrát hrál v Premier League Darts, kde skončil 10., 5. a 5. v letech 2018, 2019 a 2020. Největším úspěchem v roce 2018 bylo kontroverzní vítězství na Grand Slam of Darts, jeho první televizní major titul. Za nesportovní chování dostal pokutu 21 500 liber a šestiměsíční ultimátum, během kterého by další prohřešek znamenal automatický tříměsiční zákaz hraní šipek. Pokuta byla později snížena o 10 000 liber, k zákazu startu nedošlo. Vítězství na turnaji dokázal následující rok obhájit.
Před kariérou šipkaře se věnoval ragby, hrál na pozici mlynáře. Ve své kariéře hrál v Neath RFC, Cross Keys RFC nebo West Wales Raiders. Zahrál si také na turnaji Pro12 za tým Glasgow Warriors. Kariéru ukončil v roce 2014, aby se mohl plně věnovat šipkám.

## Výsledky na mistrovství světa

### PDC
- 2015: První kolo (porazil ho Peter Wright 0–3)
- 2016: První kolo (porazil ho Andrew Gilding 0–3)
- 2017: První kolo (porazil ho Jonny Clayton 1–3)
- 2018: Třetí kolo (porazil ho Michael van Gerwen 2–4)
- 2019: Druhé kolo (porazil ho Nathan Aspinall 2–3)
- 2020: Semifinále (porazil ho Peter Wright 3–6)
- 2021: Vítěz (porazil Garyho Andersona 7–3)
- 2022: Čtvrtfinále (porazil ho Michael Smith 4–5)
- 2023: Čtvrtfinále (porazil ho Gabriel Clemens 1–5)
- 2024: Třetí kolo (porazil ho Brendan Dolan 2–4)
- 2025: Čtvrtfinále (porazil ho Chris Dobey 3–5)

## Finálové zápasy

### Major turnaje PDC: 15 (7 titulů)
| Legenda                            |
| ---------------------------------- |
| Mistrovství světa (1–0)            |
| World Matchplay (0–1)              |
| Premier League (0–1)               |
| World Grand Prix (1–2)             |
| Grand Slam (3–0)                   |
| UK Open (0–2)                      |
| Mistrovství Evropy (0–1)           |
| Players Championship Finals (0–1)  |
| World Series of Darts Finals (2–0) |

| Výsledek  | No. | Rok  | Turnaj                       | Soupeř               | Skóre     |
| --------- | --- | ---- | ---------------------------- | -------------------- | --------- |
| Finalista | 1.  | 2017 | UK Open                      | Peter Wright         | 6–11 (l)  |
| Vítěz     | 1.  | 2018 | Grand Slam of Darts          | Gary Anderson        | 16–13 (l) |
| Finalista | 2.  | 2019 | Mistrovství Evropy           | Rob Cross            | 6–11 (l)  |
| Vítěz     | 2.  | 2019 | Grand Slam of Darts          | Peter Wright         | 16–6 (l)  |
| Finalista | 3.  | 2019 | Players Championship Finals  | Michael van Gerwen   | 9–11 (l)  |
| Finalista | 4.  | 2020 | UK Open                      | Michael van Gerwen   | 9–11 (l)  |
| Vítěz     | 3.  | 2020 | World Grand Prix             | Dirk van Duijvenbode | 5–2 (s)   |
| Vítěz     | 4.  | 2020 | World Series of Darts Finals | Rob Cross            | 11–9 (l)  |
| Vítěz     | 5.  | 2021 | Mistrovství světa            | Gary Anderson        | 7–3 (s)   |
| Finalista | 5.  | 2021 | World Grand Prix             | Jonny Clayton        | 1–5 (s)   |
| Vítěz     | 6.  | 2021 | Grand Slam of Darts          | Peter Wright         | 16–8 (l)  |
| Finalista | 6.  | 2022 | World Matchplay              | Michael van Gerwen   | 14–18 (l) |
| Vítěz     | 7.  | 2022 | World Series of Darts Finals | Dirk van Duijvenbode | 11–10 (l) |
| Finalista | 7.  | 2023 | Premier League Darts         | Michael van Gerwen   | 5–11 (l)  |
| Finalista | 8.  | 2023 | World Grand Prix             | Luke Humphries       | 2–5 (s)   |

### Světová série PDC: 8 (3 tituly)
| Legenda                     |
| --------------------------- |
| World Series of Darts (3–5) |

| Výsledek  | No. | Rok  | Turnaj                    | Soupeř             | Skóre    |
| --------- | --- | ---- | ------------------------- | ------------------ | -------- |
| Finalista | 1.  | 2022 | Queensland Darts Masters  | Michael van Gerwen | 5–8 (l)  |
| Vítěz     | 1.  | 2022 | New Zealand Darts Masters | Jonny Clayton      | 8–4 (l)  |
| Finalista | 2.  | 2023 | Bahrain Darts Masters     | Michael Smith      | 6–8 (l)  |
| Finalista | 3.  | 2023 | Nordic Darts Masters      | Peter Wright       | 5–11 (l) |
| Finalista | 4.  | 2024 | US Darts Masters          | Rob Cross          | 7–8 (l)  |
| Vítěz     | 2.  | 2024 | Nordic Darts Masters      | Rob Cross          | 8–5 (l)  |
| Vítěz     | 3.  | 2024 | Australian Darts Masters  | Luke Littler       | 8–1 (l)  |
| Finalista | 5.  | 2025 | Bahrain Darts Masters     | Stephen Bunting    | 4–8 (l)  |

### Týmové turnaje PDC: 5 (2 tituly)
| Výsledek  | No. | Rok  | Turnaj             | Tým   | Spoluhráč     | Soupeři                                                 | Skóre    |
| --------- | --- | ---- | ------------------ | ----- | ------------- | ------------------------------------------------------- | -------- |
| Finalista | 1.  | 2017 | World Cup of Darts | Wales | Mark Webster  | Nizozemsko – Michael van Gerwen a Raymond van Barneveld | 1–3 (z)  |
| Vítěz     | 2.  | 2020 | World Cup of Darts | Wales | Jonny Clayton | Anglie – Michael Smith a Rob Cross                      | 3–0 (z)  |
| Finalista | 2.  | 2022 | World Cup of Darts | Wales | Jonny Clayton | Austrálie – Damon Heta a Simon Whitlock                 | 1–3 (z)  |
| Vítěz     | 2.  | 2023 | World Cup of Darts | Wales | Jonny Clayton | Skotsko – Peter Wright a Gary Anderson                  | 10–2 (l) |
| Finalista | 3.  | 2025 | World Cup of Darts | Wales | Jonny Clayton | Severní Irsko – Josh Rock a Daryl Gurney                | 9–10 (l) |

## Výsledky na turnajích

### PDC
| Turnaj                          | 2014              | 2015              | 2016              | 2017              | 2018              | 2019 | 2020        | 2021        | 2022        | 2023        | 2024        | 2025        |
| ------------------------------- | ----------------- | ----------------- | ----------------- | ----------------- | ----------------- | ---- | ----------- | ----------- | ----------- | ----------- | ----------- | ----------- |
| Hodnocené televizní turnaje     |                   |                   |                   |                   |                   |      |             |             |             |             |             |             |
| Mistrovství světa               | DNP               | 1R                | 1R                | 1R                | 3R                | 2R   | SF          | W           | QF          | QF          | 3R          | QF          |
| World Masters                   | Nekvalifikoval se | Nekvalifikoval se | Nekvalifikoval se | Nekvalifikoval se | QF                | 1R   | QF          | SF          | QF          | 2R          | WD          | 2R          |
| UK Open                         | 2R                | Prel.             | 3R                | F                 | QF                | SF   | F           | SF          | QF          | 5R          | 4R          | 4R          |
| World Matchplay                 | DNQ               | QF                | 2R                | 1R                | 1R                | 1R   | 1R          | QF          | F           | 2R          | 2R          |             |
| World Grand Prix                | DNQ               | 1R                | 1R                | 2R                | QF                | 1R   | W           | F           | SF          | F           | 2R          |             |
| Mistrovství Evropy              | DNQ               | 1R                | 2R                | 2R                | QF                | F    | 2R          | QF          | 1R          | QF          | 1R          |             |
| Grand Slam of Darts             | DNQ               | DNQ               | 2R                | RR                | W                 | W    | 2R          | W           | QF          | 2R          | DNQ         |             |
| Players Championship Finals     | DNQ               | 2R                | 1R                | 2R                | 1R                | F    | SF          | 3R          | 1R          | 2R          | 1R          |             |
| Nehodnocené televizní turnaje   |                   |                   |                   |                   |                   |      |             |             |             |             |             |             |
| Premier League Darts            | Nezúčastnil se    | Nezúčastnil se    | Nezúčastnil se    | Nezúčastnil se    | 10.               | 5.   | 5.          | WD          | 7.          | F           | 7.          | SF          |
| World Cup of Darts              | DNQ               | DNQ               | 2R                | F                 | QF                | 1R   | W           | SF          | F           | W           | WD          | F           |
| World Series of Darts Finals    | NH                | DNQ               | 2R                | QF                | SF                | 2R   | W           | QF          | W           | 2R          | 2R          |             |
| Bývalé televizní turnaje        |                   |                   |                   |                   |                   |      |             |             |             |             |             |             |
| Champions League of Darts       | NH                | NH                | Nekvalifikoval se | Nekvalifikoval se | Nekvalifikoval se | SF   | Nekonalo se | Nekonalo se | Nekonalo se | Nekonalo se | Nekonalo se | Nekonalo se |
| Statistika                      |                   |                   |                   |                   |                   |      |             |             |             |             |             |             |
| Pořadí v žebříčku na konci roku | 76                | 33                | 19                | 16                | 6                 | 3    | 3           | 1           | 4           | 5           | 10          |             |

| Legenda | Legenda | Legenda | Legenda        | Legenda | Legenda           | Legenda | Legenda     | Legenda | Legenda   |
| ------- | ------- | ------- | -------------- | ------- | ----------------- | ------- | ----------- | ------- | --------- |
| #R      | kolo    | QF      | čtvrtfinále    | SF      | semifinále        | F       | finalista   | W       | vítěz     |
| RR      | skupina | DNP     | nezúčastnil se | DNQ     | nekvalifikoval se | NH      | nekonalo se | WD      | odstoupil |

## Zakončení devíti šipkami
Seznam televizních zakončení legů devítkou, tedy nejnižším možným množstvím šipek.
| Datum             | Soupeř             | Turnaj               | Způsob                              |
| ----------------- | ------------------ | -------------------- | ----------------------------------- |
| 1. ledna 2022     | Michael Smith      | Mistrovství světa    | 3 × T20; 3 × T20; T19, T20, D12     |
| 17. února 2022    | Michael van Gerwen | Premier League Darts | 2 × T20, T19; 3 × T20; 2 × T20, D12 |
| 17. února 2022    | James Wade         | Premier League Darts | 3 × T20; 3 × T20; T19, T20, D12     |
| 23. července 2022 | Danny Noppert      | World Matchplay      | 3 × T20; 3 × T20; T19, T20, D12     |
| 4. dubna 2024     | Michael Smith      | Premier League Darts | 3 × T20; 3 × T20; T19, T20, D12     |

## Osobní život
V roce 2010 dostal ránu pěstí před hospodou v Bargoed, ze které vyvázl se 42 stehy na čele a 5 na bradě, s krvácením do mozku a poškozením nervu u obočí. Útočník, který ho napadl, dostal trest ve výši 12 měsíců ve vězení. Price byl také podmínečně odsouzen za napadení dalšího muže uvnitř hospody, k čemuž došlo chvíli před jeho zraněním.